# Danh sách vườn quốc gia tại Vương quốc Liên hiệp Anh và Bắc Ireland
Các vườn quốc gia tại Vương quốc Liên hiệp Anh và Bắc Ireland được chuyển giao cho mỗi Quốc gia cấu thành Vương quốc Liên hiệp Anh và Bắc Ireland theo các chính sách và vị trí thành lập riêng. Tổng cộng, Vương quốc Liên hiệp Anh và Bắc Ireland có 15 vườn quốc gia, trong đó có 10 ở Anh, 3 ở xứ Wales và 2 ở Scotland. Những vườn quốc gia này không phải là những vườn quốc gia thực sự theo tiêu chuẩn quốc tế của IUCN, nhưng chúng là các khu vực có phong cảnh nổi bật, nơi mà việc sinh sống và hoạt động của con người bị hạn chế.
Hiện tại không có vườn quốc gia nào Bắc Ireland, mặc dù có những động thái gây tranh cãi để thành lập một vườn quốc gia trong dãy núi Morne. Nếu được thành lập, nó sẽ kéo dài từ Carlingford Lough đến Newcastle và Slieve Croob. Mặc dù nó có thể tạo ra việc làm trong ngành du lịch nhưng có những lo ngại rằng, nó sẽ đẩy chi phí sinh hoạt của khu vực lên cao.
Tất cả 15 vườn quốc gia được thành lập nhằm 2 mục đích theo luật định: Để bảo tồn và tăng cường di sản văn hoá tự nhiên, và để thúc đẩy sự hiểu biết công chúng và hưởng lợi từ những giá trị đặc biệt của vườn quốc gia mang lại. Các vườn quốc gia tại Scotland còn có thêm hai mục đích theo luật định nữa, đó là: Đẩy mạnh việc sử dụng bền vững các nguồn tài nguyên thiên nhiên và thúc đẩy sự phát triển kinh tế xã hội một cách bền vững của các cộng đồng trong khu vực. The Broads không phải là một vườn quốc gia, nhưng là một thành viên của hệ thống vườn quốc gia Anh, có cùng mức độ về bảo vệ cảnh quan, và một mục đích bổ sung theo luật định, là bảo vệ lợi ích của các con sông điều hướng mang lại.
Tất cả các vườn quốc gia đều là thành viên của Hiệp hội Cơ quan Quản lý Vườn quốc gia (ANPA) nhằm thúc đẩy sự phát triển của các vườn quốc gia tại Vương quốc Anh và tạo điều kiện cho việc đào tạo và hợp tác phát triển giữa các đơn vị quản lý thành viên trong hội. Năm 2014, một phong trào nhằm thiết lập Đại Luân Đôn trở thành một vườn quốc gia.

## Danh sách

13 khu vực là Vườn quốc gia tại Anh và xứ Wales; The Broads hiện tại được coi như là vườn quốc gia.

### Danh sách các vườn quốc gia tại Anh và xứ Wales
| Tên                                              | Hình ảnh | Quốc gia / Hạt | Ngày thành lập                         | Diện tích                                 | Mô tả |
| ------------------------------------------------ | -------- | --- | -------------------------------------- | ----------------------------------------- | --- |
| Peak District                                    |          | Anh Derbyshire Cheshire Greater Manchester Staffordshire South Yorkshire West Yorkshire 53°21′B 1°50′T / 53,35°B 1,833°T                             | 17 tháng 4 năm 1951                    | 1.438 kilômét vuông (555,2 dặm vuông Anh) | Trung tâm của vườn quốc gia này quy định việc trùng hợp ngẫu nhiên của các giới hạn phía bắc của nhiều loài động thực vật khu vực đất thấp, chẳng hạn như Cirsium acaule, Họ Trèo cây và nhiều loài côn trùng và giới hạn phía nam của nhiều loài ở vùng cao phía Bắc, như thỏ tuyết và Trollius. Tại khu vực trung tâm và phía nam là các đỉnh đá vôi trắng xóa bị xói mòn bởi băng tan thời kỳ Băng hà. Tại đây rất giàu có các loài động thực vật hoang dã với hơn 50 loài hoa dại và thảo mộc mỗi mét vuông. Ở phía bắc, phía đông và phía tây là đỉnh núi tối, nơi đá là đá phiến sét, sa thạch và cẩm thạch và các lớp than bùn. |
| Lake District                                    |          | Anh Cumbria 54°30′B 3°10′T / 54,5°B 3,167°T | 9 tháng 5 năm 1951                     | 2.292 kilômét vuông (884,9 dặm vuông Anh) | Đây là vườn quốc gia lớn nhất nước Anh có niên đại địa chất gần 500 triệu năm, với bằng chứng về các lục địa đang va chạm, lòng đại dương, và băng đá dày vài dặm. Khu vực này có hồ lớn nhất và sâu nhất cùng đỉnh núi cao nhất nước Anh. Cảnh quan này được bao phủ bởi hàng ngàn năm hoạt động của con người. Vườn quốc gia cũng là nơi cung cấp các môi trường sống cho động vật hoang dã bao gồm vỉa đá vôi, nhiệt đới núi cao, vùng đất ngập nước ven biển, cửa sông, ven biển và cồn cát. |
| Snowdonia                                        |          | Xứ Wales Gwynedd Conwy 52°54′B 3°51′T / 52,9°B 3,85°T                                                                                                | 18 tháng 10 năm 1951                   | 2.142 kilômét vuông (827,0 dặm vuông Anh) | Đây là vườn quốc gia lớn nhất ở xứ Wales, tự hào có ngọn núi cao nhất ở Anh và xứ Wales, và hồ tự nhiên lớn nhất xứ Wales. Khu vực này có bề dày về văn hoá và lịch sử địa phương, nơi mà hơn 90% dân số nói tiếng Wales. Các mảnh hóa thạch trên đỉnh Snowdon có niên đại từ 500 triệu năm trước và "Harlech Dome" được hình thành bởi hai dãy núi Snowdon và Cadair Idris hình thành trong thời đại Cambri, trước khi núi lửa phun trào. Thời kỳ băng hà gần đây vào khoảng 18.000 năm trước ở Snowdonia đã hình thành các thung lũng U bao gồm Llanberis và Nant Gwynant ở phía bắc và hồ Tal-y-llyn ở miền Nam. |
| Dartmoor                                         |          | Anh Devon 50°34′B 4°0′T / 50,567°B 4°T | 30 tháng 10 năm 1951                   | 956 kilômét vuông (369,1 dặm vuông Anh)   | Dartmoor là khu vực rộng và hoang dã nhất ở phía Nam nước Anh. 65% diện tích vườn quốc gia này nằm trên nền đá hoa cương có niên đại 295 triệu năm trước và được bao quanh bởi đá trầm tích khác bao gồm đá vôi, đá phiến sét và đá cát thuộc Kỷ Than đá và Devon. Gần một nửa vườn quốc gia là đảo đầm lầy, và trong đó có bốn khu bảo tồn thiên nhiên quốc gia riêng biệt, trong đó có Yarner Wood & Trendlebere Down là khu bảo tồn thiên nhiên rộng 366 ha. Ngoài ra còn có hơn bốn mươi địa điểm được chỉ định là Khu lợi ích Khoa học Đặc biệt trong vườn quốc gia với tổng 26.169 ha. Dartmoor cũng là quê hương của thác nước cao thứ hai tại Vương quốc Anh, thác nước Canotteign. |
| Bờ biển Pembrokeshire (Welsh: Arfordir Penfro)   |          | Wales Pembrokeshire 51°50′B 5°05′T / 51,833°B 5,083°T                                                                                                | 29 tháng 2 năm 1952                    | 620 kilômét vuông (239,4 dặm vuông Anh)   | Vườn quốc gia duy nhất ở Anh được công nhận chủ yếu bởi đường bờ biển, nó bao gồm hầu hết bờ biển Pembrokeshire, mọi hòn đảo ngoài khơi, cửa sông Daugleddau và các khu vực rộng lớn của Đồi Preseli và thung lũng Gwaun. Được coi là một trong những điểm đến về biển tốt nhất thế giới, nó cũng là một khu vực giàu sinh thái được công nhận, có tầm quan trọng quốc tế đối với nhiều môi trường sống và các loài quý hiếm. Vườn quốc gia có 13 khu bảo tồn đặc biệt, 5 khu bảo vệ đặc biệt, một trong ba khu bảo tồn thiên nhiên biển của Anh và 7 khu bảo tồn thiên nhiên quốc gia cũng như 60 điểm nghiên cứu đặc biệt về khoa học. Công viên cũng có chứa một sự giàu có về lịch sử nhân loại và văn hóa, trong đó có thành phố nhỏ nhất của Anh, St Davids và pháo đài thời kỳ đồ sắt. Trong công viên cũng có tổng cộng 60 địa điểm bảo tồn địa chất, từ các mỏ đá ven bờ biển cho đến những vách đá cô lập trên đồi hay bờ biển dài nhiều kilômét. |
| North York Moors                                 |          | Anh North Yorkshire type:landmark source:dewiki 54°23′B 0°45′T / 54,383°B 0,75°T                                                                     | 29 tháng 11 năm 1952                   | 1.436 kilômét vuông (554,4 dặm vuông Anh) | Tự hào khi là địa điểm khảo cổ học có từ cuối kỷ Băng hà cuối cùng, vườn quốc gia này có pháo đài thời kỳ đồ sắt lớn nhất ở miền Bắc nước Anh, một pháo đài thời La Mã, lâu đài và tu viện, đầm lầy và khu công nghiệp đầu tiên trong lịch sử. Địa chất cổ xưa và đa dạng của nó bao gồm các bằng chứng để lại về đại dương thời cổ đại, đồng bằng sông và những tảng băng lớn. Bằng chứng để lại bởi những sự kiện này đã đưa các nhà địa chất đến khu vực này trong hơn một thế kỷ, bao gồm các nhân vật nổi tiếng như William Smith, được biết đến như là "cha đẻ của địa chất Anh". Khu vực này cũng nổi tiếng với hóa thạch của nó, từ ammonite cho đến những dấu chân khủng long. |
| Yorkshire Dales                                  |          | Anh North Yorkshire; Cumbria; Lancashire 54°16′B 2°05′T / 54,267°B 2,083°T                                                                           | 16 tháng 11 năm 1954                   | 2.179 kilômét vuông (841,3 dặm vuông Anh) | Công viên nằm giữa trung tâm của dãy núi Pennines, được biết đến như là xương sống của Anh. Nó có các đỉnh núi lên đến 2.300 ft, tương phản với các thung lũng sâu. Ở phía nam công viên có phong cảnh đá vôi(karst) với các vách đá hệ thống hang động rộng lớn, trong khi ở các thung lũng phía bắc với các mặt cắt đặc biệt được ngăn cách bằng cao nguyên rộng lớn. Một địa chất khác nhau hình thành những ngọn đồi cỏ tròn với những khe núi sâu ở phía tây được gọi là Howgill Fells Nơi đây cũng tự hào có thác nước như Hardraw Force và Aysgarth. |
| Exmoor                                           |          | Anh Somerset;Devon 51°06′B 3°36′T / 51,1°B 3,6°T | 19 tháng 10 năm 1954                   | 693 kilômét vuông (267,6 dặm vuông Anh)   | Phần lớn đá của Exmoor được hình thành trong thời kỳ lịch sử địa chất kỷ Devon giữa khoảng 410 và 360 triệu năm trước, nổi bật nhất là đá sa thạch đỏ, đá phiến Devon và đá vôi. Vườn quốc gia có độ cao tăng lên 519 mét tại Dunkery Beacon và tự hào có 55 km bờ biển là cửa của một số con sông, đáng chú ý nhất là sông Lyn. Ngược lại, sông Exe chảy về phía nam và phía đông. Một số khu định cư được tìm thấy trong vườn quốc gia bao gồm Lynton. |
| Northumberland                                   |          | Anh Northumberland 55°19′B 2°13′T / 55,317°B 2,217°T                                                                                                 | 6 tháng 4 năm 1956                     | 1.049 kilômét vuông (405,0 dặm vuông Anh) | Với dân số khoảng 2.000 người, đây là vườn quốc gia có ít dân số nhất trong số các vườn quốc gia tại Anh và xứ Wales. Độ cao tăng dần đến 815 mét tại The Cheviot. Vườn quốc gia có hơn 1.100 km đường mòn dành cho hoạt động đi bộ, đi xe đạp và cưỡi ngựa. Nơi đây cũng có một vùng đất ngập nước có tầm quan trọng quốc tế theo Công ước Ramsar, 31 địa điểm khoa học đặc biệt, 6 khu bảo tồn đặc biệt và 3 khu bảo tồn thiên nhiên quốc gia. Di sản con người tại đây không kém phần ấn tượng hơn so với sự đa dạng tự nhiên của nó, với 259 tòa nhà được liệt kê, 432 di tích lịch sử cổ đại và 3.883 môi trường lịch sử. |
| Brecon Beacons (tiếng Wales: Bannau Brycheiniog) |          | Wales Blaenau Gwent, Carmarthenshire, Merthyr Tydfil, Powys, Rhondda Cynon Taf, Monmouthshire, Torfaen, Caerphilly 51°53′B 3°26′T / 51,883°B 3,433°T | 17 tháng 4 năm 1957                    | 1.351 kilômét vuông (521,6 dặm vuông Anh) | Công viên hoàn toàn bao gồm Công viên địa chất Fforest Fawr được UNESCO công nhận là Công viên địa chất toàn cầu. Về mặt địa chất, vườn quốc gia là nơi có bằng chứng về biển cổ, kiến tạo núi, mực nước biển và biến đổi khí hậu nằm rải rác trong một phong cảnh được định hình vào Kỷ Băng hà cuối cùng. Địa chất cơ bản được chi phối bởi các đỉnh núi đá sa thạch, đầm lầy mở, thung lũng xanh, thác nước và hẻm núi đầy dương xỉ. |
| The Broads                                       |          | Anh Norfolk; Suffolk 52°43′27″B 1°38′27″Đ / 52,72417°B 1,64083°Đ                                                                                     | 1 tháng 4 năm 1989                     | 303 kilômét vuông (117,0 dặm vuông Anh)   | Vùng đất ngập nước được bảo vệ lớn nhất nước Anh, Các hồ cạn tại Norfolk và Suffolk được coi là thành viên thứ 11 của hệ thống vườn quốc gia, nhưng trên thực tế đã được chỉ định thông qua Đạo luật Quốc hội vào năm 1988, tương đương như một vườn quốc gia Các con sông, hồ cạn rộng lớn, đầm lầy làm cho khu vực này phong phú trong môi trường sống hiếm hoi, hỗ trợ vô số các loài động thực vật. Đây cũng là một trong những tuyến đường thủy nội địa nổi tiếng nhất châu Âu. Có sáu con sông (Bure, Ant, Thurne, yare, Chet và Waveney) và 63 hồ cạn trong vườn quốc gia, với tổng cộng hơn 125 dặm (200 km) đường thủy.Khu bảo tồn thiên nhiên quốc gia How Hill nằm hoàn toàn trong ranh giới của vườn quốc gia, cũng như là 28 địa điểm khoa học, hầu hết diện tích vườn quốc gia là một vùng đất ngập nước có tầm quan trọng quốc tế theo Công ước Ramsar. |
| New Forest                                       |          | Anh Hampshire Wiltshire 50°52′B 1°34′T / 50,867°B 1,567°T                                                                                            | 1 tháng 3 năm 2005                     | 580 kilômét vuông (223,9 dặm vuông Anh)   | Là vườn quốc gia nhỏ nhất tại Anh đã được William I thành lập gần 1.000 năm trước khi nó là vườn quốc gia được nhắc đến trong Cuốn sách tiên đoán tận thế năm 1086. Ban đầu, thuật ngữ "rừng" (forest) được gọi là một khu đất săn bắt, chứ không phải một vùng đất có nhiều cây cối. Và ngày nay, chưa tới một nửa vườn quốc gia này được che phủ bởi cây cối (22.300 hecta). Phần còn lại là cánh đồng Thạch nam và nước lợ, đồng cỏ mở, đầm lầy, làng mạc và bờ biển. Và công viên là nơi có số lượng vùng đất thấp còn lại lớn nhất ở châu Âu cũng như chiếm ba phần tư trong số 120 thung lũng thung lũng đất thấp của châu Âu. 38.000 hecta là diện tích rừng hoàng gia lịch sử, người dân và động vật có thể tự do đi lại. Trong số 700 loài hoa dại phát triển tại đây, đây là nơi duy nhất ở Anh có loài Gentiana pneumonanthe và Hammarbya, và cũng là nơi có các loài lay ơn hoang dã phát triển. Về động vật, đây là nơi có năm loại hươu, tất cả các loài sa giông ở Anh, 3 loài rắn bản địa của Anh, là nơi có số lượng chim chích Dartford lớn nhất tại Anh, một trong số ít những khu vực có loài Chuồn chuồn kim phương Nam, cùng với đó là 13 loài dơi bản địa. Công viên cũng chứa đựng một lịch sử nhân loại với 214 di tích tính lịch cổ. |
| South Downs                                      |          | Anh East Sussex; Hampshire; West Sussex 50°54′40″B 0°22′01″T / 50,911°B 0,367°T                                                                      | 31 tháng 3 năm 2010 2010 (operational) | 1.641 kilômét vuông (633,6 dặm vuông Anh) | Vườn quốc gia được chỉ định gần đây nhất ở Vương quốc Anh là một dãy đồi chạy từ Winchester ở phía tây tới Eastbourne ở phía đông. Địa chất chủ yếu ở nửa phía đông từ sông Arun đến Eastbourne chủ yếu là những ngọn đồi đá phấn. Về phía tây của Arun, khu vực này rộng hơn và không chỉ bao gồm các ngọn đồi đá phấn mà còn là một phần được cấu thành từ đá sa thạch và đất sét. Hầu hết các đá tạo nên South Downs được hình thành 120 triệu năm trước, nâng lên thành một mái vòm khổng lồ dài khoảng 125 dặm và rộng 50 dặm, sau đó đã bị xói mòn đi để tạo thành North Downs, South Downs và đồng bằng Weald. Môi trường sống chủ yếu che phủ địa chất này là đồng cỏ trên đá phấn, vùng đất thấp và vùng đầm lầy ngập lũ. Vườn quốc gia này nằm ở độ cao tăng dần đến 280 mét tại Blackdown ở Sussex. Nó là vườn quốc gia có dân số cao nhất ở Anh với 107.929 người, lớn hơn hai vườn quốc gia có diện tích lớn nhất là Lake District 42.000 người và Peak District với 38.000 người. Vườn quốc gia South Downs có vô số di sản văn hóa từ bằng chứng khảo cổ học tại Boxgrove về những người đầu tiên, cho đến những tác phẩm nghệ thuật đương đại, chẳng hạn như bộ sưu tập nghệ thuật siêu thực của Edward James tại trường Cao đẳng West Dean. Vườn quốc gia có 600 di tích, hơn 5.000 tòa nhà được xếp hạng, hai địa danh đăng ký và 165 khu bảo tồn. |

### Danh sách các vườn quốc gia tại Scotland
| Tên                          | Hình ảnh | Quốc gia / Hạt | Ngày thành lập | Diện tích                                   | Mô tả |
| ---------------------------- | -------- | --- | -------------- | ------------------------------------------- | --- |
| Loch Lomond và The Trossachs |          | Scotland Argyll và Bute; Perth và Kinross; West Dunbartonshire; Stirling 56°15′00″B 4°37′00″T / 56,25°B 4,616667°T | 2002           | 1.865 kilômét vuông (720,1 dặm vuông Anh)   | Đây là vườn quốc gia đầu tiên tại Scotland bao gồm hai khu vực tự nhiên chủ yếu là hồ nước ngọt Loch Lomond và các ngọn đồi xung quanh, và khu vực rừng Trossachs. Với diện tích 1.865 kilômét vuông (720,1 dặm vuông Anh) và ranh giới trải dài khoảng 350 km, nó là vườn quốc gia lớn thứ tư tại Quần đảo Anh. |
| Cairngorms                   |          | Scotland Aberdeenshire; Angus; Highland; Perth và Kinross; Moray 57°05′00″B 3°40′00″T / 57,083333°B 3,666667°T     | 2003           | 4.530 kilômét vuông (1.749,0 dặm vuông Anh) | Nằm ở đông bắc Scotland, đây là vườn quốc gia thứ hai được thành lập. Nó bao gồm một loạt các ngọn núi và đồi thấp của dãy Cairngorms. Đây cũng là vườn quốc gia lớn nhất tại Quần đảo Anh với diện tích lên tới 4.530 kilômét vuông (1.749,0 dặm vuông Anh)                                                     |